# Catarhoe virescens
Catarhoe virescens là một loài bướm đêm trong họ Geometridae.